# Esteban Copland
Esteban José Copland (né le 12 octobre 1979 dans l'État d'Anzoátegui) est un athlète vénézuélien, spécialiste du saut en longueur et du triple saut.
Son meilleur résultat à la longueur est de 7,97 m obtenu à Barquisimeto en 2000.